# Stachia
Genre
Stachia est un genre de collemboles de la famille des Odontellidae.

## Liste des espèces
Selon Checklist of the Collembola of the World (version du 5 octobre 2019) :
- Stachia folsomi (Arlé, 1968)
- Stachia minuta Folsom, 1932
- Stachia oregonensis Smolis, 2010
- Stachia populosa (Selga, 1963)
- Stachia tasgola Bernard, 2008
- Stachia xicoana (Palacios-Vargas & Najt, 1985)

## Publication originale
- Folsom, 1932 : Hawaiian Collembola. Proceedings of the Hawaiian Entomological Society, vol. 8, p. 51-80.